# Мадонна і дитя з святими Ієронімом та Франциском
«Мадонна і дитя з святими Ієронімом та Франциском» — картина італійського художника доби Відродження Рафаеля, майже напевно була створена як приватна картина для релігійного споглядання в Перуджі близько 1502 року.

## Опис
На картині зображена Діва Марія з немовлям Христом, що сидить на подушці у неї на колінах піднявши руку в благословенні, спрямованому на глядача. Розташування цих двох головних фігур просте і статичне. Голова Марії покрита, вона пильно дивиться вниз на сина. Святий Ієронім зображений в молитві зліва; святий Франциск з'являється праворуч, показуючи свої стигмати таким чином, що вони перегукуються з благословляючою рукою Христа.
Вибір цих двох святих був звичайним у живописі центральної Італії наприкінці XV століття і картина нагадує різні умбрійські зразки. Типово для ранніх робіт Рафаеля, в ній простежується вплив вчителя Перуджино. Пізніші мадонни Рафаеля притерпіли стилістичну еволюцію, але з самого початку він приділяв велику увагу ніжності в стосунках матері і її дитини.

### Аналіз
На думку Тома Хенрі, гармонія картини порушується трохи незграбним розміщенням святих, що показує відносну недосвідченість Рафаеля: Ієронім зображений занадто близько до Діви Марії, краєм капелюха майже торкаючись її голови, також неясний погляд Франциска на немовля. Створення інтимності, стиснення фігур на першому плані різко обмежує можливості Рафаеля для створення атмосферного пейзажу, в якому він відзначився, і дозволяє тільки дражливі проблиски двох веж на пагорбах. Плоскі позолочені німби також досить ніяково втиснуті в обмежений простір над головами.